# Angelo Scola
Angelo Scola (Malgrate, 7. studenoga 1941.), je talijanski rimokatolički kardinal, teolog i kršćanski filozof. Biskup Venecije bio je od 2002. godine. Kardinalom je proglašen 2003. godine. Nadbiskup Milana je od 28. lipnja 2011. godine.

## Životopis
Angelo Scola rođen je u Malgrateu, u Lombardiji, od oca Carla Scole i majke Regine Colombo. Bio je mlađi od dva sina. Pohađao je srednju školu Manzoni Lyceumu u Leccou. Studirao je filozofiju na Milanskom katoličkom sveučilištu od 1964. do 1967. godine. Doktorirao je na temu kršćanske filozofije. Tijekom tog vremena služio je kao potpredsjednik, te kasnije predsjednik talijanske Federacije katoličkih studenata, te studentskog krila Katoličke akcije. Nakon školovanja u sjemeništima Saronnu i Venegonu u Milanu, za svećenika ga je zaredio biskup Abele Coniglia 18. srpnja 1970. u Teramu.
Drugi doktorat obranio je na Fribourškom sveučilištu u Švicarskoj, a disertacija se bavila djelima svetoga Tome Akvinskog. Scola je bio aktivan suradnik u radu pokreta "Communion and Liberation" 1970.-ih. Scola je bio talijanski urednik časopisa "Communio" koji su osnovali Henry de Lubac, Hans Urs von Balthasar i Joseph Ratzinger. Za svoje geslo ima Milost Tvoja je dovoljna (lat. Sufficit gratia tua).